# Sophie LaRochelle
Pour les articles homonymes, voir Larochelle.
Sophie LaRochelle est une physicienne, ingénieure et professeure en photonique à l'Université Laval.

## Biographie
Après un baccalauréat et une maîtrise à l'Université Laval, Sophie LaRochelle obtient un doctorat en optique de l'Université de l'Arizona en 1992,. Elle travaille d'abord pendant quatre ans pour Recherche et développement pour la défense Canada à Valcartier avant d'être embauchée comme professeure à l'Université Laval. Ses activités de recherche se centrent sur la fibre optique et la communication optique.
Sophie LaRochelle est titulaire de la chaire de recherche du Canada en technologies photoniques d’avant-garde pour les communications et siège au Conseil de recherches en sciences naturelles et en génie du Canada.
Elle est lauréate du prix Summa 2010.